# Koruški plebiscit
Koruški plebiscit (njem. Kärntner Volksabstimmung, slo. Koroški plebiscit) održan je 10. listopada 1920. godine radi određivanja granice između Kraljevstva Srba, Hrvata i Slovenaca (od 1929. godine: Kraljevina Jugoslavija) i Austrije nakon Prvoga svjetskoga rata. 

## Plebiscit
Raspadom Austro-Ugarske Monarhije nakom poraza u Prvom svjetskom ratu, postavilo se pitanje razgraničenja između novonastalih Kraljevstva Srba, Hrvata i Slovenaca i Republike Austrije u Koruškoj, gdje je živjela jaka slovenska etnička skupina (Koruški Slovenci). 
Odmah nakon Rata, jugoslavenska vojska okupirala je dijelove Koruške, ali se morala povući pod pritiskom Antante. Mirovnim ugovorom iz Saint-Germaina, sklopljenim 1919. godine s Republikom Austrijom, predviđeno je provođenje plebiscita u Koruškoj, sukladno načelu samoodređenja naroda.
Predviđeno je provođenje plebiscita u dijelu Koruške koji je ranije zauzela jugoslavenska vojska (zona A), dok bi se u ostatku Koruške, naseljenom većinom govornicima njemačkog jezika, (zona B) plebiscit proveo jedino u slučaju ako bi ishod plebiscita u zoni A bio u korist Kraljevstva SHS. U zoni A 70 % stanovništva govorilo je slovenskim jezikom.
Plebiscit je održan u zoni A, 10. listopada 1920. godine. Većina (59,04 %) glasača izjasnila se za Austriju. Stoga je navedeno područje ostalo u sastavu Republike Austrije između dva svjetska rata, a i nakon Drugoga svjetskoga rata. U zoni B, sukladno odredbama Ugovora iz Saint-Germaina, plebiscit nije proveden i ona je priključena Austriji.